# Manuel Ortiz de Zárate

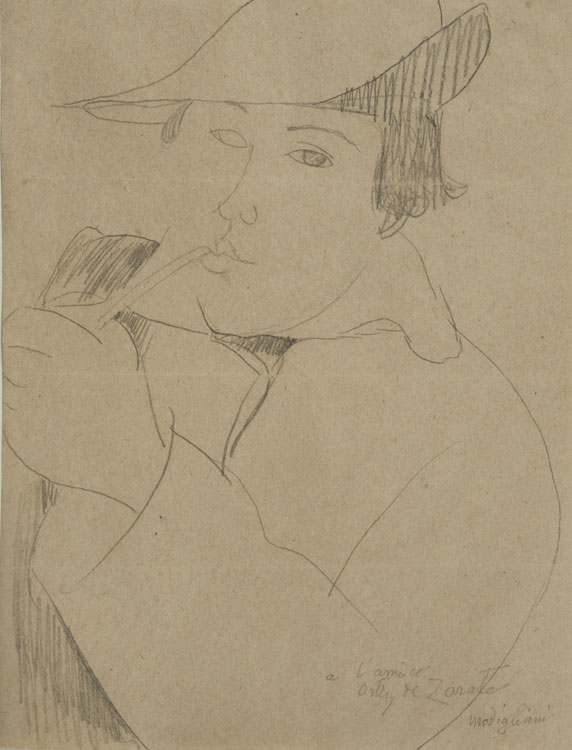
Amedeo Modigliani: Porträt Manuel Ortiz de Zárate (ohne Jahr)

Manuel Ortiz de Zárate Pinto (* 9. Oktober 1887 in Como; † 28. Oktober 1946 in Los Angeles) war ein chilenischer Maler.
Der Sohn des Komponisten Eleodoro Ortiz de Zárate verbrachte seine Kindheit in Italien. In Chile studierte er dann Malerei bei Pedro Lira und besuchte einige Zeit die Escuela de Bellas Artes. Er kehrte dann nach Europa zurück und lebte als Porträtmaler in Rom.
1923 gehörte er neben seinem Bruder Julio Ortiz de Zárate, Henriette Petit, Luis Vargas Rosas, José Perotti und anderen zu den Gründern der avantgardistischen Künstlergruppe Montparnasse. Ab Mitte der 1920er Jahre lebte er in Paris und zählte zu einem Kreis von Künstlern und Intellektuellen um Pablo  Picasso, André Derain, Juan Gris, Georges Braque, Guillaume Apollinaire und Henri Matisse. Er nahm an Ausstellungen der Salons de Paris teil, gewann mehrere Preise und reiste mehrfach nach Chile. Werke Ortiz de Zártes befinden sich u. a. in den Sammlungen des Museo Nacional de Bellas Artes und des Museo de Arte Contemporáneo der Universidad de Chile sowie in der Pinakothek der Universidad de Concepción.